# Warenprobe (Postversandform)
Warenproben waren eine bestimmte Postversandform. Sie konnten enthalten: Proben, Muster, kleine Warenmengen von geringem Wert, einzelne Schlüssel, abgeschnittene frische Blumen, Tuben mit Serum, pathologische, naturgeschichtliche und andere Gegenstände, die nach Verpackung, Form und sonstiger Beschaffenheit zur Beförderung mit der Briefpost geeignet waren; im inneren und zwischenstaatlichen Verkehr zugelassen. Warenproben waren bereits bei vielen Altdeutschen Staaten als besonderer Versendungsgegenstand zur Beförderung gegen ermäßigte Entgelte zugelassen. Die Bestimmungen, was Warenproben sind, wurden häufig geändert.
Warenproben zur ermäßigter Briefgebühr wurden erstmals 1808 im Königreich Westphalen eingeführt, in Bayern 1810, Baden 1812, Württemberg 1814, Sachsen 1822, Braunschweig 1832 in der Form, das Muster, äußerlich als Probe erkennbar, einem Brief angehängt werden konnten. Das gleiche Verfahren galt in Preußen vom 1. Januar 1825 an. Der Postverein schloss sich an und erhob 1850 die einfache Briefgebühr für je 2 Lot, Höchstgewicht 16 Lot. Preußen übernahm diese Tarifregelung 1852.
Am 1. Januar 1864 wurden Warenproben in Preußen als besondere Sendungsart eingeführt (ohne zugehörigen Brief)., Höchstgewicht 10 Lot, zu 4 Pfennig je 2 1⁄2 Lot, ab 1871 1⁄3 Silbergroschen (Sgr.) je 40 g höchstens 2 Sgr. 1872 1⁄3 Sgr. je 50 g. usw. Es gab viele Vorschriften über Inhalt und Sichtbarkeit usw. Seit dem 1. Januar 1875 auf Grund der Weltpostvereinsverträge zugelassen. Die Bestimmungen dazu sind wiederholt geändert worden.
Zum 1. April 1993 werden Warensendungen in Angleichung an die neuen Briefformate ebenfalls als Standard, Kompakt, Groß und Maxi angeboten. 1995 wurde die Bundespost privatisiert.